# Tor progeneius
Tor progeneius är en fiskart som först beskrevs av Mcclelland, 1839.  Tor progeneius ingår i släktet Tor och familjen karpfiskar. IUCN kategoriserar arten globalt som nära hotad. Inga underarter finns listade i Catalogue of Life.